# Curling vid olympiska vinterspelen 2018
Curling vid olympiska vinterspelen 2018 arrangerades i Gangneung curlingcenter i Pyeongchang i Sydkorea. Totalt avgjordes 3 grenar. I juni 2015 meddelades att mixed dubbel skulle införas på det olympiska programmet detta år.

## Medaljsammanfattning
| Gren                            | Guld                                                                                | Guld                                                                                | Silver                                                                           | Silver                                                                           | Brons                                                                            | Brons                                                                            |
| ------------------------------- | ----------------------------------------------------------------------------------- | ----------------------------------------------------------------------------------- | -------------------------------------------------------------------------------- | -------------------------------------------------------------------------------- | -------------------------------------------------------------------------------- | -------------------------------------------------------------------------------- |
| Damernas turnering Detaljer...  | Sverige Anna Hasselborg Sara McManus Agnes Knochenhauer Sofia Mabergs Jennie Wåhlin | Sverige Anna Hasselborg Sara McManus Agnes Knochenhauer Sofia Mabergs Jennie Wåhlin | Sydkorea Kim Eun-jung Kim Kyeong-ae Kim Seon-yeong Kim Yeong-mi Kim Cho-hi       | Sydkorea Kim Eun-jung Kim Kyeong-ae Kim Seon-yeong Kim Yeong-mi Kim Cho-hi       | Japan Satsuki Fujisawa Chinami Yoshida Yumi Suzuki Yurika Yoshida Mari Motohashi | Japan Satsuki Fujisawa Chinami Yoshida Yumi Suzuki Yurika Yoshida Mari Motohashi |
| Herrarnas turnering Detaljer... | USA John Shuster Tyler George Matt Hamilton John Landsteiner Joe Polo               | USA John Shuster Tyler George Matt Hamilton John Landsteiner Joe Polo               | Sverige Niklas Edin Oskar Eriksson Rasmus Wranå Christoffer Sundgren Henrik Leek | Sverige Niklas Edin Oskar Eriksson Rasmus Wranå Christoffer Sundgren Henrik Leek | Schweiz Peter de Cruz Benoît Schwarz Claudio Pätz Valentin Tanner Dominik Märki  | Schweiz Peter de Cruz Benoît Schwarz Claudio Pätz Valentin Tanner Dominik Märki  |
| Mixed dubbel Detaljer...        | Kanada Kaitlyn Lawes John Morris                                                    | Kanada Kaitlyn Lawes John Morris                                                    | Schweiz Jenny Perret Martin Rios                                                 | Schweiz Jenny Perret Martin Rios                                                 | Norge Kristin Skaslien Magnus Nedregotten                                        | Norge Kristin Skaslien Magnus Nedregotten                                        |

## Medaljtabell
| Pl. | Nation   | Guld | Silver | Brons | Totalt |
| --- | -------- | ---- | ------ | ----- | ------ |
| 1   | Sverige  | 1    | 1      | 0     | 2      |
| 2   | Kanada   | 1    | 0      | 0     | 1      |
| 2   | USA      | 1    | 0      | 0     | 1      |
| 4   | Schweiz  | 0    | 1      | 1     | 2      |
| 5   | Sydkorea | 0    | 1      | 0     | 1      |
| 6   | Japan    | 0    | 0      | 1     | 1      |
| 6   | Norge    | 0    | 0      | 1     | 1      |
|     | Totalt   | 3    | 3      | 3     | 9      |

### Fotnoter
1. ↑  ”Curling” (på engelska). Pyeongchang 2018 Sport. Arkiverad från originalet den 18 maj 2017. https://web.archive.org/web/20170518101253/https://www.pyeongchang2018.com/en/olympicstory/sports/ice/curling/view. Läst 1 maj 2017.
2. ↑  ”Nya "svenskgrenar" till OS 2018”. SOK. http://sok.se/arkiv-for-artiklar/2015-06-09-nya-svenskgrenar-till-os-2018.html. Läst 1 maj 2017.
3. ↑  Curling - Women Medallists. pyeongchang2018.com. Läst 25 februari 2018.
4. ↑  Curling - Men Medallists. pyeongchang2018.com. Läst 24 februari 2018.
5. ↑  Curling - Mixed Doubles Final standings. pyeongchang2018.com. Läst 13 februari 2018.
6. ↑  Ingle, Sean. (22 februari 2018). Russian curler stripped of Winter Olympics medal after admitting doping. The Guardian. Läst 23 februari 2018.